# Trip/Reset
Trip/Reset — альбом британской группы Psychic TV, вышедший в 1996 году на лейбле Cleopatra.

## Об альбоме
В записи Trip/Reset приняли участие музыканты группы Angels of Light. Также в записи приняли участие дочери Пи-Орриджа.

## Список композиций
1. The La La Song
2. Set the Controls for the Heart of the Sun (кавер-версия песни Pink Floyd)
3. I Believe What You Said
4. Mother Jack (A Children’s Story)
5. Wrongs Of Spring
6. Lady Maybe
7. White Sky
8. Black Cat
9. A Star Too Far (Lullaby For Syd Barrett)
10. Suspicious (West Coast Experimental Pop Art Mix)
11. Firewoman (Exhuma Exhortation)